# Хомеопатичен реперториум
Хомеопатичен реперториум в класическата хомеопатия е индексиран справочник на симптомите, съдържащ рубрики, под които са изброени хомеопатичните препарати, които се използват при дадени симптоми. Съответните препарати са изброени и присъствет или след като са били тествани и при тестването са проявили съответните състояния при група тестващи. Съществува критерий за включване на препаратите в реперториумите, необходим за да бъде издържана акуратноста. Хомеопатичните реперториуми се допълват и коригират непрекъснато, когато не става дума за исторически реперториуми, като този на Джеймс Тейлър Кент, които всъщност са включени в модерните редакции. Най-популярен от тях е Синтезис. Още от 90-те години на 20 век (поне) за реперторизиране се ползват различни компютърни програми (вж медицинска информатика).
Учените смятат принципите на хомеопатията за научно неиздържани,  а теорията на хомеопатията за диаметрално противоположна на схващанията на съвременната фармация .